# غافين والش
غافين والش (بالإنجليزية: Gavin Walsh)‏ هو صحفي الموسيقى ومطور برمجيات وكاتب أيرلندي، ولد في 1965 في سلايغو في جمهورية أيرلندا.

## وصلات خارجية
- الموقع الرسمي